# Georges Anglade

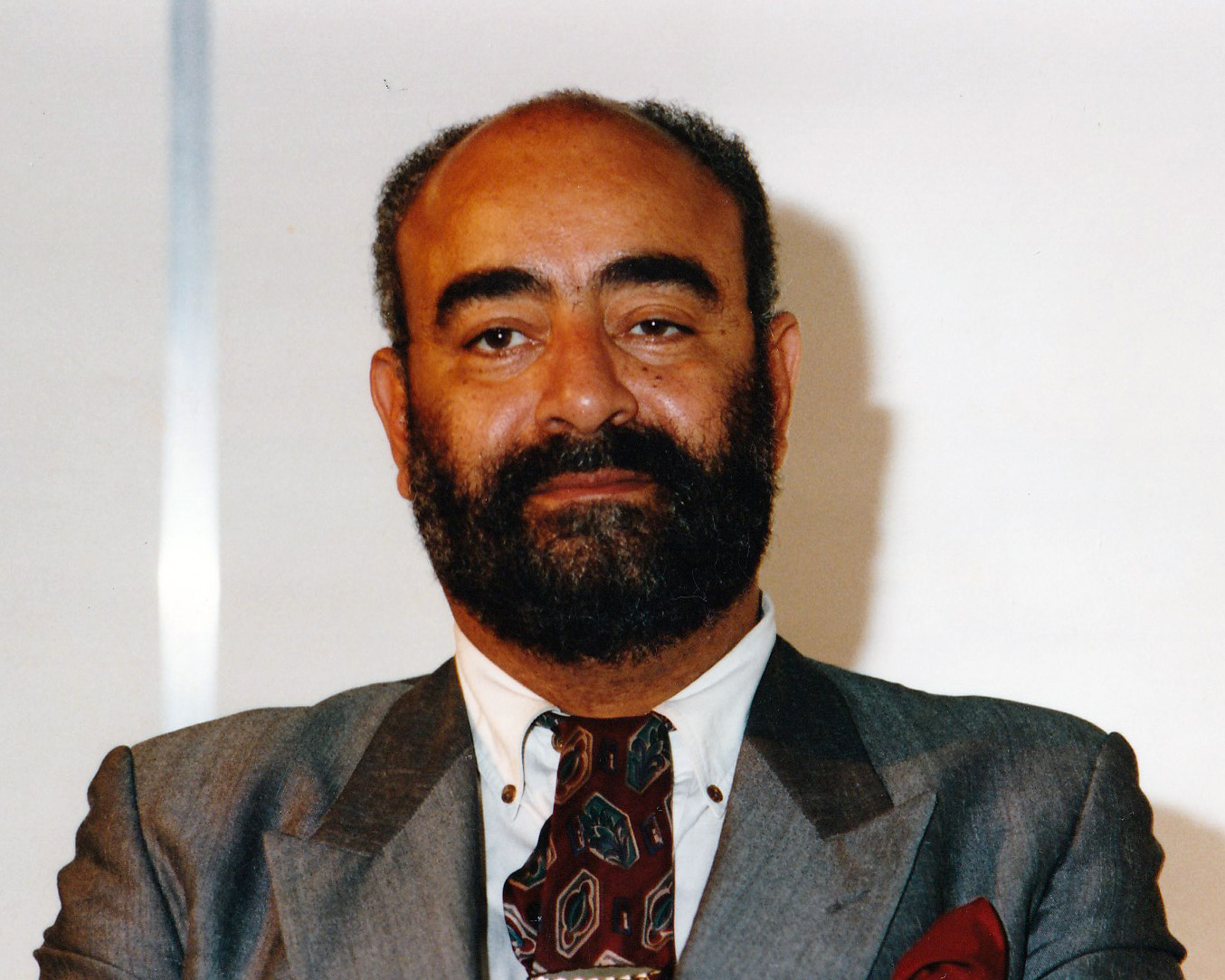
Georges Anglade (1993)

Georges Anglade (* 18. Juli 1944 in Port-au-Prince; † 12. Januar 2010 ebenda) war ein haitianisch-kanadischer Schriftsteller, Geograph und Politiker.

## Ausbildung und Karriere
Nach dem Abschluss der allgemeinbildenden Schule 1962 studierte Anglade in Port-au-Prince Jura, wo er 1965 mit einem Bachelor in Jura und einem Diplom in Sozialwissenschaften abschloss. Daraufhin setzte er sein Studium in Straßburg fort, wo er 1967 die Licence ès lettres erhielt und 1969 das doctorat de troisième cycle in angewandter Geografie abschloss. Nach Lehrtätigkeit am Institut für Demographie – seit 1968 – ging er im darauffolgenden Jahr nach Montreal, wo er zum Gründungsmitglied der Université du Québec à Montréal (UQAM) wurde und dort auch als Professor für Geografie bis 2002 lehrte. In seiner wissenschaftlichen Tätigkeit beschäftigte er sich vor allem mit den Entwicklungs- und Demokratieproblemen seiner Heimat, aber auch mit Kuba, der Dominikanischen Republik, Venezuela, Martinique oder den Bahamas.
Georges Anglade hat sich in seiner schriftstellerischen Tätigkeit praktisch wie theoretisch mit dem Genre der Lodyans beschäftigt, einer Literaturgattung, die spezifisch haitianisch ist und auf den Arbeiten von Justin Lhérisson fußt.
Der Oppositionelle gegen die Duvalier-Diktatur war 1974 inhaftiert und im selben Jahr und dann noch einmal 1991 exiliert. In Montréal gründete er die MAS (Mouvement haïtien de solidarité, Haitianische Solidaritätsbewegung) und veröffentlichte 1990 das Manifest La chance qui passe. 1994 wurde er Berater der Regierung von Aristide und war 1995 Minister für öffentliche Aufgaben sowie 1996 besonderer Berater bei der Regierung Préval.
Anglade starb gemeinsam mit seiner Frau Mireille beim Erdbeben in Haiti 2010 unter den Trümmern seines Hauses. Er hinterließ zwei erwachsene Töchter.

## Schriften

### Lodyans
- Les Blancs de Mémoire. Boréal, Montréal 1999.
- Leurs jupons dépassent. Centre International de Documentation et d′Information Haïtienne, Caribéenne et Afro-Canadienne (CIDIHCA), Montréal 2000.
- Ce pays qui m′habite. Lanctôt, Outremont 2002.
- Et si Haiti declarait la guerre aux USA ? Éditions Écosociété, Montréal 2004.
  - Und wenn Haiti den USA den Krieg erklärt? Übersetzt von Peter Trier. Litradukt, Kehl 2007, ISBN 978-3-940435-01-9.
- Rire haïtien / Haitian Laughter. Recueil bilingue de 90 lodyans de Georges Anglade. Übersetzt von Anne Pease McConnell. Educa Vision, Coconut Creek 2006.
  - Das Lachen Haitis. Übersetzt von Peter Trier. Litradukt, Kehl 2008, ISBN 978-3-940435-06-4.

### Essais
- L′espace haïtien. Presses de l′Université du Québec, Montréal 1974.
- Mon pays d′Haïti. Presses de l′Université du Québec, Montréal 1977.
- Espace et liberté en Haïti. Centre de recherches Caraïbes, Université de Montréal, Montréal 1982.
- Atlas critique d′Haïti. Centre de recherches Caraïbes, Université de Montréal, Montréal 1982.
- Cartes sur table, drei Bände. Deschamps, Port-au-Prince 1990.
- Chronique d'une espérance. L′Hebdo de Georges Anglade (2007–2008). L′Imprimeur II, Port-au-Prince 2008.